# Dailodontus
Dailodontus is een geslacht van kevers uit de familie van de loopkevers (Carabidae). De wetenschappelijke naam van het geslacht is voor het eerst geldig gepubliceerd in 1843 door Reiche.

## Soorten
Het geslacht Dailodontus omvat de volgende soorten:
- Dailodontus cayennensis (Dejean, 1826)
- Dailodontus clandestinus (Klug, 1834)